# Nahum Admoni
Nahum Admoni (נחום אדמוני), né le 21 novembre 1929 à Jérusalem, fut le directeur du Mossad de 1982 à 1989.

## Référence
- Black, Ian. Morris, Benny. Israel's Secret Wars: A History of Israel's Intelligence Services. New York: Grove Press, 1991.  (ISBN 0-8021-1159-9), 427 p.